# Shafik Batambuze
Shafik Batambuze (Jinja, 14 de junho de 1994) é um futebolista profissional ugandense que atua como meia.

## Carreira
Shafik Batambuze representou o elenco da Seleção Ugandense de Futebol no Campeonato Africano das Nações de 2017.